# Ијан Рајт
Ијан Едвард Рајт (енгл. Ian Edward Wright; 3. новембар 1963) бивши је енглески фудбалер који је играо на позицији нападача. Тренутно ради као спортски коментатор на каналу BBC Sport.

## Клупска каријера
Након почетка каријере у Гринич Бароу, 1985. је заиграо за Кристал палас у којем је постигао укупно преко 100 голова. Године 1991. је потписао уговор са Арсеналом на 2,5 милиона фунти, што је био тадашњи рекорд клуба. Постигао је гол на свом дебију у Лига купу против Лестер Ситија, а касније је на дебију у Премијер лиги постигао хет-трик против Саутемптона. Био је најбољи стрелац Арсенала шест сезона заредом. У последње две године каријере је играо за Вест Хем јунајтед, Нотингем Форест, Селтик и Бернли.

## Репрезентативна каријера
За сениорску репрезентацију дебитовао је против Камеруна. Укупно је постигао девет голова од којих су четири била против Сан Марина. Такође је постигао два гола против Молдавије у квалификацијама за СП 1998.

## Статистика каријере

### Репрезентативна
| Репрезентација | Година | Наступи | Голови |
| -------------- | ------ | ------- | ------ |
| Енглеска       | 1991   | 4       | 0      |
| Енглеска       | 1992   | 3       | 0      |
| Енглеска       | 1993   | 9       | 5      |
| Енглеска       | 1994   | 4       | 0      |
| Енглеска       | 1996   | 1       | 0      |
| Енглеска       | 1997   | 8       | 4      |
| Енглеска       | 1998   | 4       | 0      |
| Укупно         | Укупно | 33      | 9      |

## Успеси
Арсенал
- Премијер лига: 1997/98.[9]
- ФА куп: 1992/93, 1997/98.
- Лига куп: 1992/93.
- Куп победника купова: 1993/94.

Вест Хем јунајтед
- Интертото куп: 1999.